# DDR-Oberliga 1980/81 (Badminton)
Die DDR-Oberliga im Badminton war in der Saison 1980/81 die höchste Mannschaftsspielklasse der in der DDR Federball genannten Sportart. Es war die 22. Austragung dieser Mannschaftsmeisterschaft.

## Ergebnisse
Fortschritt Tröbitz – DHfK Leipzig 8:3
4. Oktober 1980 Greifswald
1. MX: Frank-Thomas Seyfarth / Christine Ober – Jens Scheithauer / Katrin Schendel 15:12 15:4
2. MX: Klaus Skobowsky / Carmen Ober – Manfred Blauhut / Christel Sommer 15:9 18:13
1. HD: Frank-Thomas Seyfarth / Klaus Skobowsky – Jens Scheithauer / Manfred Blauhut 14:17 14:17
2. HD: Roland Riese / Harald Richter – Jürgen Richter / Jürgen Markiewicz 18:14 15:11
1. HE: Frank-Thomas Seyfarth – Jens Scheithauer 15:4 15:8
2. HE: Joachim Schimpke – Manfred Blauhut 7:15 7:15
3. HE: Klaus Skobowsky – Jürgen Richter 15:11 15:9
4. HE: Harald Richter – Jürgen Markiewicz 15:10 15:8
1. DE: Carmen Ober – Christel Sommer 3:11 3:11
2. DE: Christine Ober – Katrin Schendel 11:1 11:3
1. DD: Carmen Ober / Christine Ober – Christel Sommer / Katrin Schendel 15:2 15:2
Fortschritt Tröbitz – Einheit Greifswald 1:10
4. Oktober 1980 Greifswald
1. MX: Frank-Thomas Seyfarth / Christine Ober – Edgar Michalowski / Christine Zierath 6:15 8:15
2. MX: Klaus Skobowsky / Carmen Ober – Erfried Michalowsky / Angela Michalowsky 4:15 12:15
1. HD: Frank-Thomas Seyfarth / Klaus Skobowsky – Erfried Michalowsky / Thomas Mundt 4:15 15:9 3:15
2. HD: Roland Riese / Harald Richter – Edgar Michalowski / Michael Franz 18:16 15:6
1. HE: Frank-Thomas Seyfarth – Erfried Michalowsky 18:14 6:15 16:18
2. HE: Joachim Schimpke – Edgar Michalowski 7:15 11:15
3. HE: Klaus Skobowsky – Michael Franz 11:15 15:13 9:15
4. HE: Harald Richter – Thomas Mundt 4:15 7:15
1. DE: Carmen Ober – Ilona Michalowsky 11:8 6:11 0:11
2. DE: Christine Ober – Christine Zierath 5:11 7:11
1. DD: Carmen Ober / Christine Ober – Angela Michalowsky / Christine Zierath 7:15 6:15
Fortschritt Tröbitz – Lok HfV Dresden 6:5
5. Oktober 1980 Greifswald
1. MX: Frank-Thomas Seyfarth / Christine Ober – Andreas Benz / Monika Cassens 7:15 15:9
2. MX: Klaus Skobowsky / Carmen Ober – Claus Cassens / Dagmar Friedrich 16:18 18:16 4:15
1. HD: Frank-Thomas Seyfarth / Klaus Skobowsky – Andreas Benz / Steffen Körbitz 5:15 15:10 15:13
2. HD: Roland Riese / Harald Richter – Dieter Krompaß / Claus Cassens 15:5 15:8
1. HE: Frank-Thomas Seyfarth – Andreas Benz 15:5 15:13
2. HE: Joachim Schimpke – Dieter Krompaß 10:15 15:5 15:5
3. HE: Klaus Skobowsky – Joachim Völker 15:5 15:3
4. HE: Harald Richter – Claus Cassens 10:15 4:15
1. DE: Carmen Ober – Monika Cassens 2:11 1:11
2. DE: Christine Ober – Dagmar Friedrich 12:10 12:10
1. DD: Carmen Ober / Christine Ober – Monika Cassens / Dagmar Friedrich 9:15 15:7 5:15
Fortschritt Tröbitz – Einheit Greifswald 0:11
25. Oktober 1980 Leipzig
Fortschritt Tröbitz – Lok HfV Dresden 6:5
25. Oktober 1980
1. MX: Frank-Thomas Seyfarth / Christine Ober – Andreas Benz / Monika Cassens 15:12 1:15 14:18
2. HE: Joachim Schimpke – Dieter Krompaß 8:15 15:11 15:13
4. HE: Harald Richter – Claus Cassens 6:15 15:10 15:10
Fortschritt Tröbitz – DHfK Leipzig 6:5
26. Oktober 1980 Leipzig
1. DE: Christine Ober – Beate Müller 11:2 11:0
2. DE: Carmen Ober – Christel Sommer 11:0 11:4
1. DD: Carmen Ober / Christine Ober – 15:6 15:8
Fortschritt Tröbitz – Lok HfV Dresden 3:8
1. Januar 1981 Dresden
1. MX: Frank-Thomas Seyfarth / Christine Ober – Andreas Benz / Monika Cassens 3:15 15:12 12:15
2. MX: Roland Riese / Carmen Ober – Dieter Krompaß / Dagmar Friedrich 15:6 18:17
1. HD: Frank-Thomas Seyfarth / Roland Riese – Andreas Benz / Steffen Körbitz 11:15 11:15
2. HD: Joachim Schimpke / Harald Richter – Joachim Völker / Dieter Krompaß 14:18 10:15
1. HE: Frank-Thomas Seyfarth – Andreas Benz 18:14 7:15 12:15
2. HE: Joachim Schimpke – Dieter Krompaß 12:15 15:11 4:15
3. HE: Klaus Skobowsky – Steffen Körbitz 15:1 18:13
4. HE: Harald Richter – Joachim Völker 12:15 5:15
1. DE: Christine Ober – Monika Cassens 0:11 1:11
2. DE: Carmen Ober – Dagmar Friedrich 11:6 8:11 11:3
1. DD: Carmen Ober / Christine Ober – Monika Cassens / Dagmar Friedrich 12:15 3:15
Fortschritt Tröbitz – DHfK Leipzig 8:3
1. Januar 1981 Dresden
1. MX: Frank-Thomas Seyfarth / Christine Ober – Jens Scheithauer / Christel Sommer 15:8 11:15 14:17
2. MX: Roland Riese / Carmen Ober – Manfred Blauhut / Beate Müller 15:6 15:9
1. HD: Frank-Thomas Seyfarth / Klaus Skobowsky – Jens Scheithauer / Manfred Blauhut 16:18 11:15
2. HD: Roland Riese / Harald Richter – Jürgen Richter / Gerd Pigola 15:8 15:9
1. HE: Frank-Thomas Seyfarth – Jens Scheithauer 6:15 11:15
2. HE: Joachim Schimpke – Manfred Blauhut 8:15 15:9 15:7
3. HE: Klaus Skobowsky – Jürgen Richter 15:6 6:15 15:10
4. HE: Harald Richter – Gerd Pigola 15:8 18:16
1. DE: Christine Ober – Beate Müller 11:0 11:0
2. DE: Carmen Ober – Christel Sommer 11:4 11:7
1. DD: Carmen Ober / Christine Ober – Beate Müller / Christel Sommer 15:0 15:0
Fortschritt Tröbitz – Einheit Greifswald 2:9
10. Januar 1981 Dresden
1. MX: Frank-Thomas Seyfarth / Christine Ober – Edgar Michalowski / Christine Zierath 15:10 15:13
2. MX: Roland Riese / Carmen Ober – Erfried Michalowsky / Petra Michalowsky 13:18 15:2 9:15
1. HD: Frank-Thomas Seyfarth / Joachim Schimpke – Edgar Michalowski / Michael Franz 5:15 4:15
2. HD: Harald Richter / Roland Riese – Erfried Michalowsky / Thomas Mundt 8:15 9:15
1. HE: Frank-Thomas Seyfarth – Edgar Michalowski 4:15 18:17 9:15
2. HE: Joachim Schimpke – Erfried Michalowsky 6:15 8:15
3. HE: Klaus Skobowsky – Michael Franz 15:1 11:15 15:13
4. HE: Harald Richter – Thomas Mundt 15:9 16:18 4:15
1. DE: Christine Ober – Petra Michalowsky 3:11 6:11
2. DE: Carmen Ober – Christine Zierath 10:12 1:11
1. DD: Carmen Ober / Christine Ober – Petra Michalowsky / Christine Zierath 7:15 5:15
Fortschritt Tröbitz – DHfK Leipzig 8:3
16. Januar 1981 Tröbitz
1. MX: Frank-Thomas Seyfarth / Christine Ober – Manfred Blauhut / Ina Ullrich 15:8 15:8
2. MX: Roland Riese / Carmen Ober – Volker Herbst / Christel Sommer 15:4 15:5
1. HD: Frank-Thomas Seyfarth / Klaus Skobowsky – Manfred Blauhut / Jens Scheithauer 0:15 0:15
2. HD: Roland Riese / Harald Richter – Volker Herbst / Gerd Pigola 15:10 8:15 15:11
1. HE: Frank-Thomas Seyfarth – Jens Scheithauer 17:14 12:15 7:15
2. HE: Joachim Schimpke – Manfred Blauhut 18:15 11:15 15:11
3. HE: Klaus Skobowsky – Jürgen Richter 12:15 3:15
4. HE: Harald Richter – Gerd Pigola 15:3 17:16
1. DE: Christine Ober – Christel Sommer 11:8 11:6
2. DE: Carmen Ober – Ina Ullrich 11:2 11:6
1. DD: Carmen Ober / Christine Ober – Christel Sommer / Ina Ullrich 15:1 15:10
Fortschritt Tröbitz – Lok HfV Dresden 6:5
16. Januar 1981 Tröbitz
1. MX: Frank-Thomas Seyfarth / Christine Ober – Andreas Benz / Monika Cassens 5:15 7:15
2. MX: Roland Riese / Carmen Ober – Dieter Krompaß / Dagmar Friedrich 15:6 15:10
1. HD: Frank-Thomas Seyfarth / Klaus Skobowsky – Andreas Benz / Steffen Körbitz 11:15 10:15
2. HD: Roland Riese / Harald Richter – Joachim Völker / Dieter Krompaß 18:17 10:15 15:7
1. HE: Frank-Thomas Seyfarth – Andreas Benz 12:15 15:13 15:9
2. HE: Joachim Schimpke – Dieter Krompaß 15:13 6:15 14:17
3. HE: Roland Riese – Steffen Körbitz 15:5 15:6
4. HE: Klaus Skobowsky – Joachim Völker 8:15 15:10 9:15
1. DE: Christine Ober – Monika Cassens 3:11 0:11
2. DE: Carmen Ober – Dagmar Friedrich 11:8 11:4
1. DD: Carmen Ober / Christine Ober – Monika Cassens / Dagmar Friedrich 3:15 18:14 15:5
Fortschritt Tröbitz – Einheit Greifswald 2:9
17. Januar 1981 Tröbitz
1. MX: Frank-Thomas Seyfarth / Christine Ober – Edgar Michalowski / Petra Michalowsky 8:15 2:15
2. MX: Roland Riese / Carmen Ober – Thomas Mundt / Angela Michalowsky 14:17 3:15
1. HD: Frank-Thomas Seyfarth / Klaus Skobowsky – Edgar Michalowski / Klaus Müller 6:15 17:15 15:4
2. HD: Roland Riese / Harald Richter – Erfried Michalowsky / Michael Franz 0:15 0:15
1. HE: Frank-Thomas Seyfarth – Edgar Michalowski 0:15 0:15
2. HE: Joachim Schimpke – Erfried Michalowsky 16:18 11:15
3. HE: Klaus Skobowsky – Michael Franz 15:8 15:12
4. HE: Harald Richter – Thomas Mundt 6:15 4:15
1. DE: Christine Ober – Angela Michalowsky 12:9 6:11 0:11
2. DE: Carmen Ober – Petra Michalowsky 4:11 3:11
1. DD: Carmen Ober / Christine Ober – Angela Michalowsky / Petra Michalowsky 13:15 2:15

## Endstand
| Platz | Mannschaft |
| ----- | --- |
| 1.    | Einheit Greifswald (Erfried Michalowsky, Edgar Michalowski, Thomas Mundt, Michael Franz, Thomas Greeck, Angela Michalowski, Petra Michalowsky, Birgit Kämmer, Ilona Michalowsky, Christine Zierath) |
| 2.    | HSG Lok HfV Dresden (Andreas Benz, Steffen Körbitz, Dieter Krompaß, Hans Sossna, Joachim Völker, Claus Cassens, Monika Cassens, Angelika Neubert, Dagmar Friedrich)                                 |
| 3.    | Fortschritt Tröbitz (Frank-Thomas Seyfarth, Joachim Schimpke, Roland Riese, Klaus Skobowsky, Harald Richter, Christine Ober, Carmen Ober)                                                           |
| 4.    | HSG DHfK Leipzig (Jens Scheithauer, Gerd Pigola, Volker Herbst, Jürgen Richter, Manfred Blauhut, Jürgen Markiewicz, Christel Sommer, Ina Ulrich, Beate Müller)                                      |